# Comté de Roger Mills
Le comté de Roger Mills est un comté situé dans l'ouest de l'État de l'Oklahoma, aux États-Unis. Le siège du comté est Cheyenne. Selon le recensement de 2000, sa population est de 3 436 habitants. Le comté doit son nom à Roger Q. Mills (en), homme politique américain, officier de l'armée des États confédérés. C'est dans ce comté que s'est déroulée, le 27 novembre 1868, la bataille de la Washita.

## Comtés adjacents
| Comté de Hemphill (Texas) | Comté d'Ellis        | Comté de Dewey  |
|                           | comté de Roger Mills | Comté de Custer |
| Comté de Wheeler (Texas)  | Comté de Beckham     |                 |

## Principales villes
- Cheyenne
- Durham
- Hammon
- Reydon
- Strong City